# Nikola Vasilj
Nikola Vasilj (* 2. Dezember 1995 in Mostar) ist ein kroatischer & bosnisch-herzegowinischer Fußballtorhüter. Aktuell steht er beim deutschen Erstligisten FC St. Pauli unter Vertrag und ist bosnisch-herzegowinischer Nationalspieler.

## Karriere

### Verein
Vasilj begann das Fußballspielen in der Jugend von HNK Međugorje. Von dort wechselte er im Jahr 2010 zum bosnischen Erstligisten Zrinjski Mostar in die Jugendakademie. Dort machte er seine ersten Schritte im Profifußball. Sein Profi-Debüt gab er am 10. April 2013 mit 17 Jahren beim 0:0 gegen Željezničar.
Im Jahr 2014 wechselte er auf Leihbasis zu Igman Konjic in die zweite bosnische Liga. Sein erstes Spiel für den Klub machte er am 9. August 2014 beim 2:0-Sieg gegen NK Podgrmec. Vasilj spielte dort als Stammspieler. Am Ende der Saison 2014/2015 stieg er mit dem Verein aus der zweiten Liga ab. Im Juli 2015 schloss er sich dem ehemaligen Ligakonkurrenten Branitelj bis zum Ende der Saison auf Leihbasis an. Sein erstes Pflichtspiel für seinen neuen Club bestritt er am 8. August 2015 gegen Sloga Ljubuski. Nachdem er in der Hinrunde als Stammspieler bei Branitelj zum Einsatz gekommen war, wurde die Leihe zur Winterpause abgebrochen und Vasilj kehrte zu seinem Heimatklub zurück. Im Frühjahr 2017 verließ Vasilj Mostar. 
Im Juli 2017 wechselte er zum deutschen Verein 1. FC Nürnberg. Dort wurde er ausschließlich in der zweiten Mannschaft in der Regionalliga Bayern eingesetzt. Sein Debüt in der Regionalliga gab er am 23. September 2017 gegen die zweite Mannschaft des FC Ingolstadt. Zur Saison 2018/2019 spielte er als Stammtorwart für die zweite Mannschaft der Nürnberger. In 42 Spielen für den „Glubb“ blieb er 11 Mal ohne Gegentor. 
Am 16. Juli 2019 wechselte er in die Ukraine und schloss sich Sorja Luhansk an. In seiner ersten Saison war er zumeist Ersatztorhüter. Sein Ligadebüt gab er am 4. März 2020 beim 2:0-Sieg gegen FK Lwiw. Zur Saison 2020/2021 stieg Vasilj zum Stammtorhüter auf und hatte großen Anteil daran, dass die Mannschaft die Saison mit 50 Punkten auf dem 3. Platz abschloss. Am 29. Oktober 2020 gab er sein Europaleague-Debüt in der Gruppe G bei der 1:2-Niederlage gegen den SC Braga. Am 5. Spieltag am 3. Dezember 2020 verbuchte er beim 1:0-Sieg gegen Leicester City seinen zweiten Einsatz.
Im Mai 2021 gab er seinen Wechsel zum deutschen Zweitligisten FC St. Pauli bekannt. Vasilj zeichnet sich durch große Ruhe im Tor und eine gute Strafraumbeherrschung aus. Eine weitere Stärke ist das Spiel auf der Linie.

### Nationalmannschaft
Vasilj durchlief verschiedene Jugendnationalmannschaften der bosnischen Fußballauswahl. Sein Debüt für die bosnische Nationalmannschaft gab er am 27. März 2021 im Freundschaftsspiel gegen Costa Rica. 

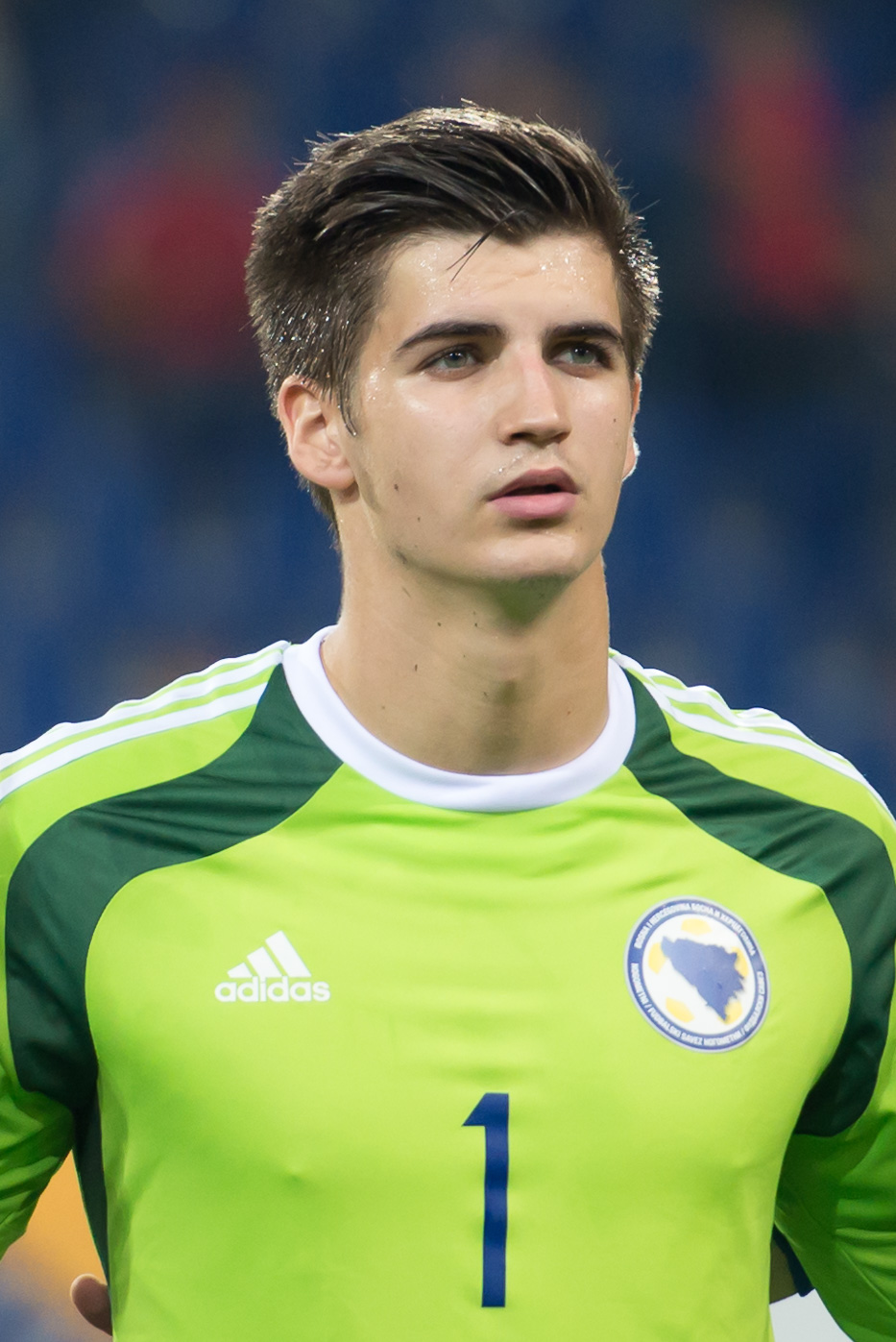
Vasilj im Trikot der Nationalmannschaft 2014

## Erfolge
Zrinjski Mostar
- Bosnisch-herzegowinischer Meister: 2014
- Bosnisch-herzegowinischer Meister: 2016
- Bosnisch-herzegowinischer Meister: 2017

FC St. Pauli
- Deutscher Zweitligameister und Aufstieg in die Bundesliga: 2024

## Privates
Sein Vater Vladimir Vasilj war auch Torhüter und ist ehemaliger Nationalspieler Kroatiens. Sein jüngerer Bruder Filip spielt ebenfalls als Torhüter und stand zuletzt bei NK Travnik in der zweiten bosnischen Liga unter Vertrag. Seit dem 27. Mai 2021 ist er mit Sari Petković verheiratet.